# 拿破崙 (密西西比州)
拿破崙（英語：Napoleon）是位於美國密西西比州漢考克縣的非建制地區。

## 歷史
拿破崙的郵局於1847年設立，其後於1905年停運。

## 地理
拿破崙所處的海拔為高於海平面5米（即16英呎），而該地所採用的時區為UTC-6，即北美中部時區（CST）。同時該地設有夏令時間，為UTC-6調快一小時，即UTC-5（CDT）。